# Чемпионат СССР по лёгкой атлетике 1961
Лично-командный чемпионат СССР по лёгкой атлетике 1961 года проходил с 3 по 9 октября в Тбилиси на Республиканском стадионе «Динамо». Столица Грузинской ССР принимала сильнейших легкоатлетов страны во второй раз в истории (впервые это произошло в 1955 году). На протяжении семи дней были разыграны 38 комплектов медалей (25 у мужчин и 13 у женщин).
Олимпийская чемпионка 1960 года Ирина Пресс стала главным действующим лицом чемпионата. Она подтвердила статус сильнейшей спортсменки в беге на 80 метров с барьерами, выиграв финал с повторением собственного рекорда СССР — 10,6. Это время она показала в седьмой раз в карьере. Однако главное достижение ей покорилось в новой олимпийской дисциплине, пятиборье (было включено в программу главного старта четырёхлетия с 1964 года). По сумме пяти видов Пресс установила новый мировой рекорд — 5137 очков. Результат сложился из следующих выступлений в отдельных видах: 80 м с барьерами — 10,9, толкание ядра — 15,26 м, прыжок в высоту — 1,62 м, прыжок в длину — 6,24 м, 200 м — 24,2. Третье золото чемпионата Пресс завоевала в эстафете 4×100 метров в составе сборной Ленинграда.
Два национальных рекорда побили метатели-мужчины. Литовец Альгимантас Балтушникас отправил диск на 57,93 м, а Василий Руденков стал сильнейшим молотобойцем в истории страны с попыткой на 68,95 м.
Очередное яркое выступление удалось прыгуну в высоту Валерию Брумелю. По ходу 1961 года он стал мировым рекордсменом (2,23 м), а затем ещё дважды обновлял своё достижение (2,24 м, 2,25 м). В Тбилиси 19-летний прыгун из Москвы эффектно завершил сезон, впервые в карьере став чемпионом страны с результатом 2,22 м. Его преимущество над серебряным призёром Виктором Большовым составило 16 см. До 1961 года наибольшей высотой, с которой выигрывали чемпионат СССР, была 2,11 м.
Четвёртый год подряд победный дубль на дистанциях 5000 и 10 000 метров сделал олимпийский чемпион Пётр Болотников. В ходьбе обе дистанции (20 км и 50 км) выиграл Михаил Лавров, ставший шестикратным чемпионом страны. Абсолютными победителями в спринте оказались Эдвин Озолин и Мария Иткина, ставшие сильнейшими в беге на 100 и 200 метров.
Чемпионат СССР по кроссу прошёл отдельно, 29 октября в украинском городе Мукачево.

## Командное первенство
| Место | Команда   |
| ----- | --------- |
| 1     | Ленинград |
| 2     | РСФСР     |
| 3     | Москва    |

## Призёры

### Мужчины
| Дисциплина             | Золото                                                                       | Золото           | Серебро                                                                               | Серебро           | Бронза                                                                                        | Бронза            |
| ---------------------- | ---------------------------------------------------------------------------- | ---------------- | ------------------------------------------------------------------------------------- | ----------------- | --------------------------------------------------------------------------------------------- | ----------------- |
| 100 м                  | Эдвин Озолин Ленинград                                                       | 10,5             | Слава Прохоровский Москва                                                             | 10,5              | Николай Политико Ленинград                                                                    | 10,5              |
| 200 м                  | Эдвин Озолин Ленинград                                                       | 21,5             | Слава Прохоровский Москва                                                             | 21,5              | Леонид Бартенев Украинская ССР Киев                                                           | 21,6              |
| 400 м                  | Вадим Архипчук Украинская ССР Киев                                           | 47,0             | Евгений Аракелян Москва                                                               | 47,2              | Валентин Рахманов Москва                                                                      | 47,4              |
| 800 м                  | Василий Савинков Казахская ССР Алма-Ата                                      | 1.51,2           | Валерий Булышев Ленинград                                                             | 1.51,4            | Станислав Симбирцев Москва                                                                    | 1.51,5            |
| 1500 м                 | Валентин Караулов Москва                                                     | 3.51,2           | Виктор Валявко Украинская ССР Киев                                                    | 3.51,4            | Вадим Лейбовский Москва                                                                       | 3.51,8            |
| 5000 м                 | Пётр Болотников Москва                                                       | 14.08,8          | Юрий Смирнов РСФСР Московская область                                                 | 14.17,4           | Анатолий Горный Украинская ССР Киев                                                           | 14.17,6           |
| 10 000 м               | Пётр Болотников Москва                                                       | 29.24,8          | Евгений Жуков Ленинград                                                               | 29.42,4           | Александр Артынюк Ленинград                                                                   | 29.43,4           |
| Марафон                | Виктор Байков РСФСР Рязань                                                   | 2:24.05,4        | Лев Конов РСФСР Смоленск                                                              | 2:24.21,4         | Аркадий Улангин РСФСР Чебоксары                                                               | 2:27.08,0         |
| 3000 м с препятствиями | Алексей Конов Армянская ССР Ереван                                           | 8.43,6           | Владимир Евдокимов Ленинград                                                          | 8.45,2            | Николай Соколов РСФСР Вологда                                                                 | 8.51,6            |
| 110 м с барьерами      | Анатолий Михайлов Ленинград                                                  | 13,7             | Валентин Чистяков Москва                                                              | 13,9              | Михаил Стороженко Украинская ССР Львов                                                        | 14,4              |
| 200 м с барьерами      | Анатолий Михайлов Ленинград                                                  | 23,2             | Василий Анисимов Украинская ССР Киев                                                  | 23,2              | Борис Криунов РСФСР Ставрополь                                                                | 23,3              |
| 400 м с барьерами      | Василий Анисимов Украинская ССР Киев                                         | 51,1             | Георгий Чевычалов РСФСР Челябинск                                                     | 51,1              | Алексей Кленин Ленинград                                                                      | 51,4              |
| Прыжок в высоту        | Валерий Брумель Москва                                                       | 2,22 м           | Виктор Большов РСФСР Грозный                                                          | 2,06 м            | Юрис Зиединьш Латвийская ССР Рига                                                             | 2,06 м            |
| Прыжок с шестом        | Игорь Петренко Украинская ССР Киев                                           | 4,60 м           | Янис Красовскис Москва                                                                | 4,60 м            | Юрий Плешаков Москва                                                                          | 4,40 м            |
| Прыжок в длину         | Дмитрий Бондаренко Ленинград                                                 | 7,69 м           | Антанас Ваупшас Литовская ССР Вильнюс                                                 | 7,55 м            | Владимир Яковлев РСФСР Ростов-на-Дону                                                         | 7,46 м            |
| Тройной прыжок         | Витольд Креер РСФСР Московская область                                       | 16,54 м          | Владимир Горяев Белорусская ССР Минск                                                 | 16,52 м           | Адиль Дементьев Азербайджанская ССР Баку                                                      | 16,25 м           |
| Толкание ядра          | Виктор Липснис Ленинград                                                     | 18,20 м          | Адольфас Варанаускас Литовская ССР Каунас                                             | 17,75 м           | Борис Георгиев Ленинград                                                                      | 17,66 м           |
| Метание диска          | Альгимантас Балтушникас Литовская ССР Каунас                                 | 57,93 м          | Ким Буханцов Москва                                                                   | 56,52 м           | Витаутас Ярас Литовская ССР Вильнюс                                                           | 56,26 м           |
| Метание молота         | Василий Руденков Москва                                                      | 68,95 м          | Виктор Мигунько Москва                                                                | 65,44 м           | Виктор Татаринцев Азербайджанская ССР Баку                                                    | 64,78 м           |
| Метание копья          | Владимир Кузнецов Москва                                                     | 81,64 м          | Март Паама Эстонская ССР Тарту                                                        | 81,01 м           | Янис Лусис Латвийская ССР Рига                                                                | 81,01 м           |
| Десятиборье*           | Юрий Кутенко Украинская ССР Львов                                            | 7721 очко (7460) | Михаил Стороженко Украинская ССР Львов                                                | 7257 очков (7150) | Янис Лусис Латвийская ССР Рига                                                                | 7120 очков (7074) |
| Ходьба на 20 км        | Михаил Лавров РСФСР Воронеж                                                  | 1:31.26,8        | Григорий Паничкин Таджикская ССР Душанбе                                              | 1:31.48,8         | Александр Щербина Грузинская ССР Тбилиси                                                      | 1:32.39,0         |
| Ходьба на 50 км        | Михаил Лавров РСФСР Воронеж                                                  | 4:10.23,6        | Анатолий Ведяков Москва                                                               | 4:12.01,0         | Григорий Паничкин Таджикская ССР Душанбе                                                      | 4:14.35,0         |
| Эстафета 4×100 м       | Ленинград Эдвин Озолин Виталий Кунарёв Анатолий Михайлов Николай Политико    | 40,7             | РСФСР · Александр Мацко · Виталий Бабко · Владислав Виноградов · Геннадий Богородский | 41,5              | Азербайджанская ССР · Александр Знайченко · Разик Селимзанов · Юрий Коновалов · Виктор Бычков | 41,6              |
| Эстафета 4×400 м       | Москва Евгений Аракелян Владимир Марков Григорий Свербетов Валентин Рахманов | 3.10,8           | РСФСР · Георгий Чевычалов · Виктор Любимов · Вячеслав Воробьёв · Дмитрий Шопшин       | 3.11,5            | Украинская ССР · Константин Грачёв · Виктор Привин · Василий Анисимов · Вадим Архипчук        | 3.11,7            |

* Для определения победителя в соревнованиях десятиборцев использовалась старая система начисления очков. Пересчёт с использованием современных таблиц перевода результатов в баллы приведён в скобках.

### Женщины
| Дисциплина       | Золото                                                                      | Золото     | Серебро                                                                   | Серебро    | Бронза                                                                                  | Бронза     |
| ---------------- | --------------------------------------------------------------------------- | ---------- | ------------------------------------------------------------------------- | ---------- | --------------------------------------------------------------------------------------- | ---------- |
| 100 м            | Мария Иткина Белорусская ССР Минск                                          | 11,4       | Татьяна Щелканова Ленинград                                               | 11,6       | Галина Резчикова РСФСР Свердловск                                                       | 11,7       |
| 200 м            | Мария Иткина Белорусская ССР Минск                                          | 24,0       | Валентина Масловская Молдавская ССР Кишинёв                               | 24,0       | Людмила Игнатьева РСФСР Брянск                                                          | 24,5       |
| 400 м            | Екатерина Парлюк Ленинград                                                  | 54,3       | Вера Муханова Москва                                                      | 54,7       | Лилита Аузиня Латвийская ССР Лиепая                                                     | 55,2       |
| 800 м            | Людмила Лысенко Украинская ССР Днепропетровск                               | 2.05,6     | Вера Муханова Москва                                                      | 2.06,1     | Тамара Дмитриева Москва                                                                 | 2.07,7     |
| 80 м с барьерами | Ирина Пресс Ленинград                                                       | 10,6       | Нилия Кулькова Ленинград                                                  | 10,8       | Римма Кошелева РСФСР Горький                                                            | 10,9       |
| Прыжок в высоту  | Валентина Баллод Узбекская ССР Ташкент                                      | 1,74 м     | Галина Евсюкова РСФСР Краснодар                                           | 1,71 м     | Таисия Ченчик РСФСР Челябинск                                                           | 1,65 м     |
| Прыжок в длину   | Татьяна Щелканова Ленинград                                                 | 6,56 м     | Валентина Шапрунова Ленинград                                             | 6,36 м     | Нина Протченко РСФСР Краснодар                                                          | 6,27 м     |
| Толкание ядра    | Тамара Пресс Ленинград                                                      | 16,95 м    | Галина Зыбина Ленинград                                                   | 16,49 м    | Зинаида Дойникова Ленинград                                                             | 16,25 м    |
| Метание диска    | Тамара Пресс Ленинград                                                      | 56,20 м    | Антонина Золотухина Ленинград                                             | 51,53 м    | Альбина Елькина Украинская ССР Запорожье                                                | 49,71 м    |
| Метание копья    | Эльвира Озолина Ленинград                                                   | 56,98 м    | Алевтина Шаститко Ленинград                                               | 53,15 м    | Елена Горчакова Москва                                                                  | 53,10 м    |
| Пятиборье        | Ирина Пресс Ленинград                                                       | 5137 очков | Галина Быстрова РСФСР Горький                                             | 4736 очков | Лидия Шмакова РСФСР Московская область                                                  | 4668 очков |
| Эстафета 4×100 м | Ленинград Алла Чернышёва Татьяна Щелканова Ирина Пресс Людмила Мотина       | 45,9       | Москва Нелли Елисеева Галина Гайда Ирина Бочкарёва Светлана Ветрова       | 46,6       | Украинская ССР · Нонна Полякова · Тамара Козырева · Лилия Макошина · Лариса Зленко      | 46,8       |
| Эстафета 4×200 м | РСФСР · Вера Кабренюк · Людмила Игнатьева · Галина Кобец · Галина Резчикова | 1.37,4     | Ленинград Ольга Краснова Людмила Кутузова Галина Трофимова Нилия Кулькова | 1.39,4     | Белорусская ССР · Мария Иткина · Лариса Барабина · Валентина Зарецкая · Галина Голунова | 1.39,4     |

## Чемпионат СССР по кроссу
Лично-командный чемпионат СССР по кроссу 1961 года состоялся 29 октября в украинском городе Мукачево.

### Мужчины
| Дисциплина | Золото                                  | Золото  | Серебро                             | Серебро | Бронза                                    | Бронза  |
| ---------- | --------------------------------------- | ------- | ----------------------------------- | ------- | ----------------------------------------- | ------- |
| Кросс 5 км | Алексей Конов Буревестник Ереван        | 14.35,6 | Владимир Евдокимов Динамо Ленинград | 14.37,0 | Эдуард Сыромолотов Советская Армия Одесса | 14.39,0 |
| Кросс 8 км | Александр Артынюк Буревестник Ленинград | 23.44,6 | Николай Потехин Спартак Ашхабад     | 23.45,8 | Фаиз Хузин Труд Пермь                     | 23.52,2 |

### Женщины
| Дисциплина | Золото                                      | Золото | Серебро                               | Серебро | Бронза                                   | Бронза |
| ---------- | ------------------------------------------- | ------ | ------------------------------------- | ------- | ---------------------------------------- | ------ |
| Кросс 1 км | Людмила Лысенко Авангард Днепропетровск     | 3.08,1 | Вера Муханова Спартак Москва          | 3.08,5  | Тамара Дмитриева Советская Армия Москва  | 3.10,0 |
| Кросс 2 км | Тамара Бабинцева Трудовые резервы Ленинград | 6.57,3 | Нина Откаленко Советская Армия Москва | 7.00,0  | Нина Тымчук Сборная сельских ДСО Винница | 7.03,0 |